# آنوکسی
آنوکسی (به انگلیسی: Anoxia) یا بی‌اکسیژنی به معنای کاهش کامل سطح اکسیژن و یک حالت شدید از هیپوکسی یا «کم اکسیژنی» است.
اگرچه اصطلاح «بی‌اکسیژنی» در علوم مختلف کاربردهای گوناگونی دارد اما در پزشکی برای توصیف شکل وخیمی از کمبود اکسیژن به کار می‌رود. در واقع هنگامی که بدن یا قسمتی از بدن از اکسیژن محروم می‌شود، ابتدا هیپوکسی و سپس آنوکسی رخ می‌دهد. آنوکسی مغزی یعنی هنگامی که مغز کاملاً از اکسیژن محروم شود و نوع شدیدی از هیپوکسی مغزی است.

## تفاوت هیپوکسی و آنوکسی
هیپوکسی به وضعیت کمبود اکسیژن در بافتهای بدن گفته می‌شود. زمانی که بخشی یا تمام بافت‌های بدن دچار کمبود اکسیژن شوند هیپوکسی رخ داده‌است که نتیجه هیپوکسمی یا کمبود اکسیژن خون است. اما آنوکسی به وضعیت وخیم تری گفته می‌شود که یک قسمت از بدن یا تمام بافتها، ذخیره اکسیژن خود را به‌طور کامل از دست می‌دهند. آنوکسی معمولاً نتیجه هیپوکسی است.
یک تفاوت مهم دیگر هم وجود دارد. هیپوکسی شامل دو نوع مزمن و حاد است. نوع حاد که نتیجه یک رویداد یا یک بیماری حاد است و معمولاً در صورت عدم درمان، به مرگ یا آسیبهای نورولوژیک پایدار ختم می‌شود و نوع مزمن که می‌تواند نتیجه شرایط نامناسب زیستی و محیطی یا برخی بیماری‌های مزمن (نظیر بیماری‌های قلبی و ریوی یا برخی ناهنجاری‌های مادرزادی) باشد. اما آنوکسی صرفاً یک وضعیت حاد است و آنوکسی مزمن نداریم؛ زیرا آنوکسی اگر بافتی باشد، به نکروز کامل بافت می‌انجامد و اگر مغزی باشد، سریعاً منجر به مرگ مغزی می‌شود.

## علل وقوع آنوکسی
مصرف سموم شیمیایی یا استنشاق گازهای سمی نظیر مونواکسید کربن، خونریزی‌های بسیار شدید و از دست رفتن حجم بالای هموگلوبین، بیماری‌های شدید ریوی نظیر پنومونی یا COPD و امثال آن، سکته مغزی، کمبود شدید هموگلوبین یا هموگلوبین ناکارآمد، جریان ناکافی خون به قلب و مغز در پیامد سکته قلبی یا نامنظمی شدید ضربان قلب، رفتن به ارتفاعات بالا و پوشش هوای نازک بدون ابزارهای حمایت تنفسی، حوادث آسفیکسیال نظیر انسداد راه هوایی فوقانی، غرق‌شدگی و غیره.

## عوارض آنوکسی
اندام‌های حیاتی بدن مانند قلب و مغز و کلیه‌ها برای عملکرد نیاز به اکسیژن دارند و آنوکسی از عملکرد آنها جلوگیری می‌کند.
این وضعیت به سرعت پیش رونده بوده و ظرف مدت کوتاهی (بسته به شرایط جسمی بیمار و علت وقوع آنوکسی) سبب آسیب منتشر و غیرقابل بازگشت سلول‌های مغز (مرگ مغزی) می‌شود؛ بنابراین درمان آن یک فوریت اورژانسی است.

## علائم و نشانه‌های آنوکسی
اولین علائم هشدار دهنده آنوکسی می‌توانند شامل موارد زیر باشند:
تغییرات خلق و خو
از دست دادن حافظه
حرف زدن نامفهوم و فراموش کردن کلمات
به هم خوردن تعادل هنگام راه رفتن و عدم توانایی در حرکت دادن طبیعی بازوها و پاها
ضعف و بی حالی
سرگیجه
سردرد
عدم تمرکز
با گذشتن چند دقیقه این علائم شدیدتر شده و افت هشیاری ناگهانی و غش رخ می‌دهد.

## درمان آنوکسی
درمان آنوکسی باید به فوریت انجام شود و اولویت اول پزشکان، بالا بردن سطوح اکسیژن خون است که با روشهایی همچون لوله گذاری تراشه، احیا قلبی ریوی و اتصال موقت به دستگاه ونتیلاتور انجام می‌شود.
اگر آنوکسی سبب صدمات نورولوژیک شده باشد، درمان‌های توانبخشی مانند فیزیوتراپی و کاردرمانی در اولویت دوم قرار می‌گیرند.